# Борьба со льдом
«Борьба со льдом» (англ. Against the Ice) — художественный фильм режиссёра Петера Флинта. Экранизация романа Эйнара Миккельсена «Двое против льда», сценарий к фильму написали Николай Костер-Вальдау и Джо Деррик. В главных ролях снялись Николай Костер-Вальдау, Джо Коул, Чарльз Дэнс, Хейда Рид. Премьера состоялась 15 февраля 2022 года на 72-м Берлинском международном кинофестивале.
Со 2 марта 2022 года фильм доступен на Netflix.

## Сюжет
В 1909 году датская экспедиция («Alabama» Expedition), возглавляемая Эйнаром Миккельсеном, на шлюпе «Алабама» отправилась из Копенгагена в Восточную Гренладию в поисках останков погибшей экспедиции Людвига Мюлиус-Эриксена. 27 августа экспедиции удалось достигнуть побережья Гренландии. На санях Миккельсону удалось добраться до места захоронения Брёнлунна (тело которого было обнаружено ранее).
После гибели корабля выжившим предстоит провести зимовку во льдах.

## В ролях
- Николай Костер-Вальдау — капитан Эйнар Миккельсен
- Джо Коул — Ивер Иверсен
- Чарльз Дэнс — министр Нильс Неергаард
- Хейда Рид — Найя Хольм

## Производство
Съёмки фильма прошли в Исландии и Гренландии. 19 января 2021 года Deadline Hollywood сообщил, что фильм будет снят по роману Эйнара Миккельсена «Двое против льда», и что в фильме будут сниматься Николай Костер-Вальдау, Джо Коул, Чарльз Дэнс и Хейда Рид.

## Критика
На сайте Rotten Tomatoes фильм имеет рейтинг 57 % основанный на 35 отзывах, со средней оценкой 7,1 из 10.
Эд Поттон из The Times высоко оценил выступление Костер-Вальдау.